# L’Île-des-Pins
L’Île-des-Pins ist eine Gemeinde in der Südprovinz in Neukaledonien. Zur Gemeinde gehören mehrere kleine Inseln südöstlich der Hauptinsel Grande Terre, so die Île des Pins, die Insel Kôtomo und weitere noch kleinere Inseln. Die heute unbewohnte Île de Walpole, etwa 140 km weiter östlich gelegen, gehört ebenfalls zur Gemeinde L’Île-des-Pins. 
Die höchste Erhebung ist der Pic N’Ga mit 262 m.

## Bevölkerung
| 1956 | 1963 | 1969 | 1976 | 1983 | 1989 | 1996 | 2004 | 2009 | 2014 | 2019 |
| ---- | ---- | ---- | ---- | ---- | ---- | ---- | ---- | ---- | ---- | ---- |
| 674  | 930  | 978  | 1095 | 1287 | 1465 | 1671 | 1840 | 1969 | 1958 | 2037 |